# Faisal II.

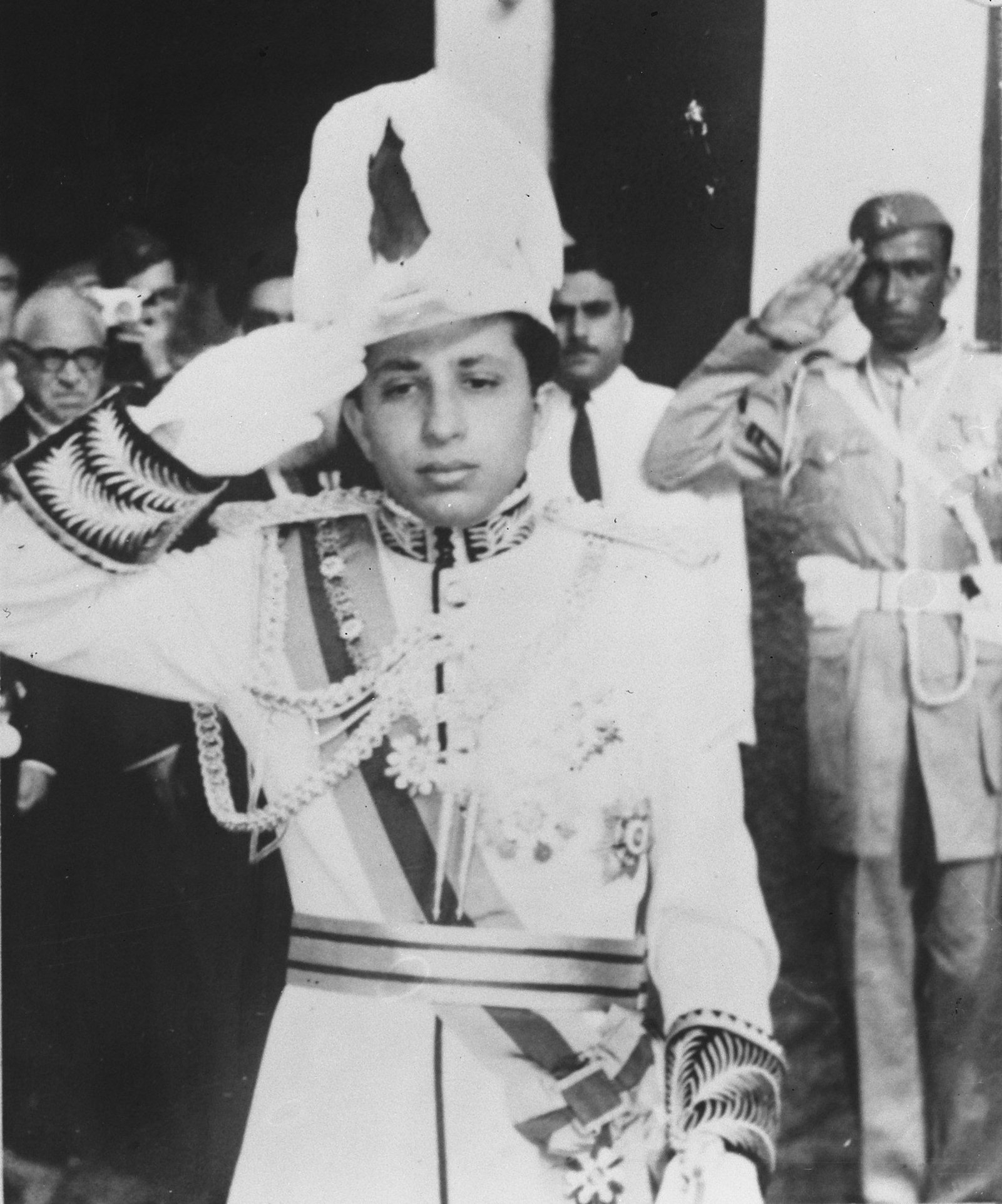
Faisal II. (1958)

Faisal II. (arabisch الملك فيصل الثاني, DMG al-Malik Faiṣal ath-thānī; * 2. Mai 1935 in Bagdad; † 14. Juli 1958 ebenda) war von 1939 bis 1958 König des Königreichs Irak. Er war im Jahre 1939 der jüngste amtierende Monarch der Welt, als er nach dem Tod seines Vaters König Ghazi bei einem Autounfall als Kleinkind den Thron bestieg.

## Leben

### Kindheit

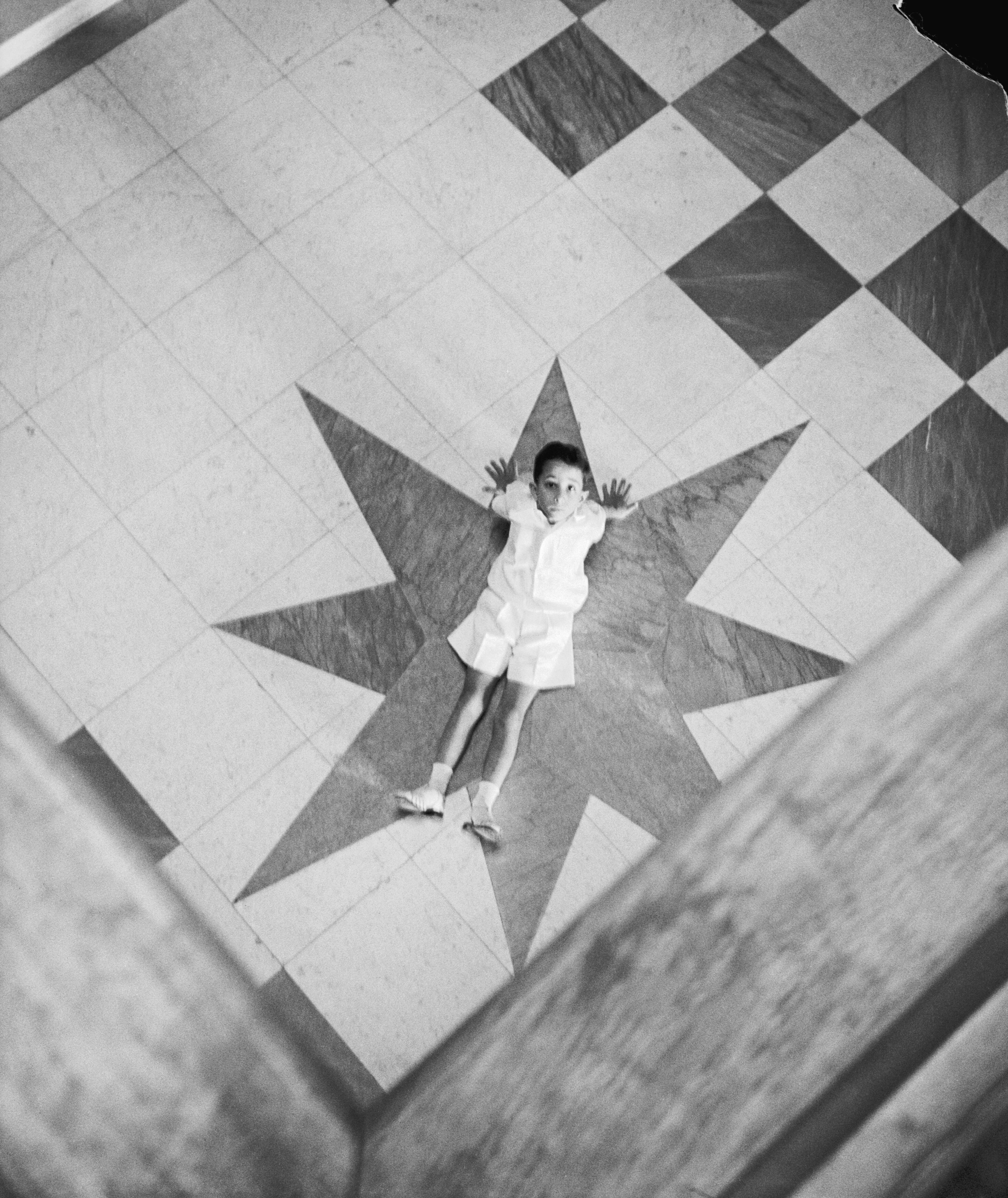
Faisal II. als Kind – fotografiert von Cecil Beaton

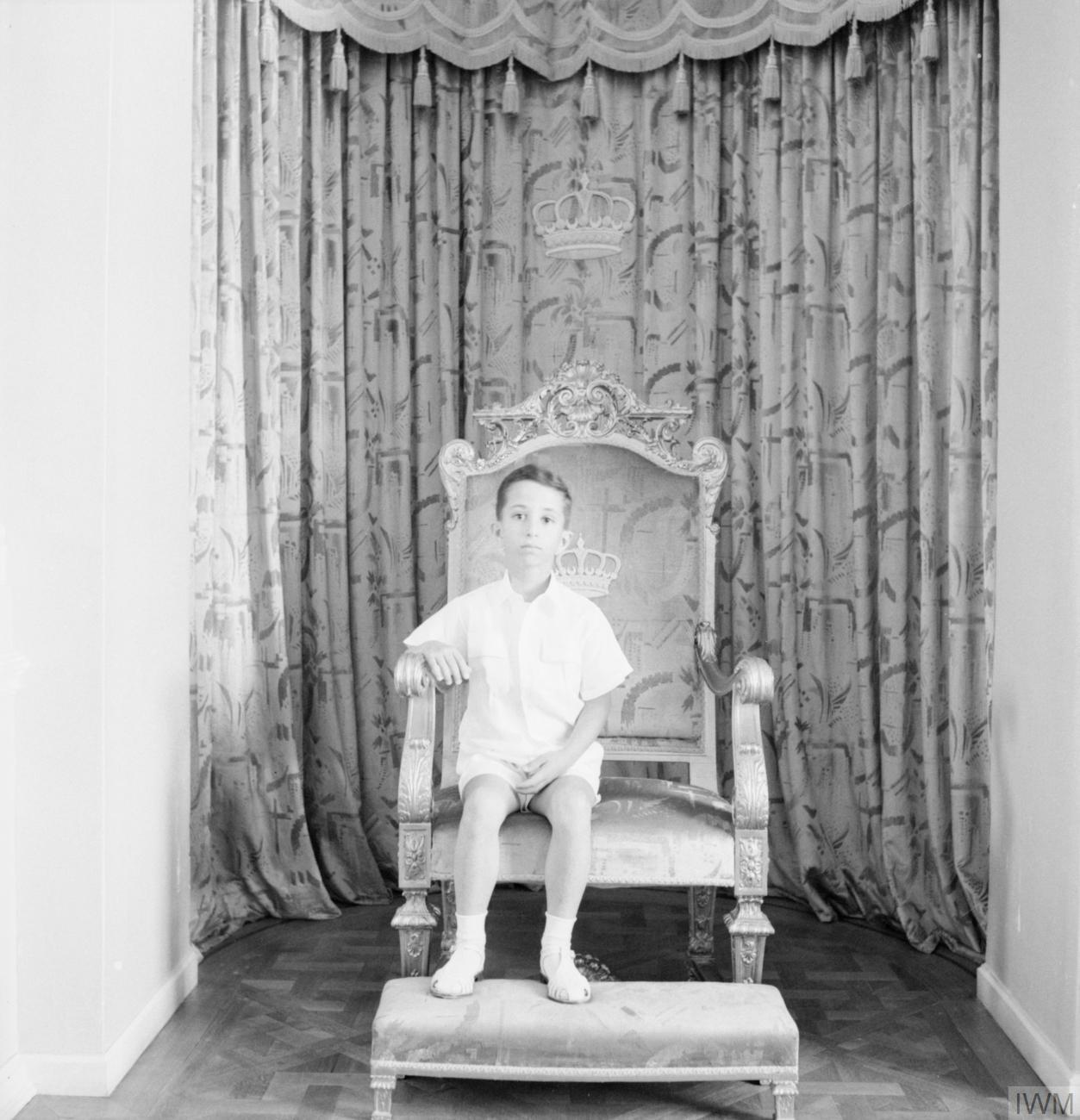
Der minderjährige Faisal II. auf dem Thron

Faisal II. wurde 1935 als Sohn des haschemitischen Königs des Irak Ghazi I. und der Königin Alija, Tochter des früheren Königs Ali des Hedschas in Bagdad geboren. Nach dem mysteriösen Tod seines Vaters bei einem Autounfall am 4. April 1939 wurde er bereits als Vierjähriger auf den Thron gehoben. Sein Onkel mütterlicherseits, Prinz Abd ul-Ilah, übernahm die Regentschaft. Der war politisch wenig ambitioniert und überließ Nuri as-Said die Tagesgeschäfte. Während des Zweiten Weltkrieges lebte Faisal mit seiner Mutter in Grove House, Berkshire – nahe dem Schloss Windsor, eine der offiziellen Hauptresidenzen des britischen Monarchen.
Während des Krieges nahm der Widerstand gegen die britische Vorherrschaft in Irak weiter zu und weitete sich auch auf das Militär aus. Insbesondere die Ideologen des Panarabismus schlugen vor, dass sich der Irak an der Befreiung Syriens und Palästinas beteiligen und eine politische Einheit innerhalb der arabischen Welt erreichen sollte. So kam es am 1. April 1941 zu einem Putsch prodeutscher Offiziere unter Raschid Ali al-Gailani, der den Regenten Abd ul-Ilah vertrieb, den minderjährigen König aber auf dem Thron ließ. Die eigentliche Staatsgewalt lag nun aber bei Ministerpräsident Raschid Ali al-Gailani und der von ihm angeführten „Regierung der Nationalen Verteidigung“, die sich den Achsenmächten zuwandte. Trotz materieller Unterstützung durch das nationalsozialistische Deutschland – Hauptfigur war dabei der Agent Fritz Grobba – konnte Ministerpräsident Gailani sich im Britisch-Irakischen Krieg nicht behaupten. 1941 marschierten britische Truppen in den Irak ein, um die achsenfreundliche Regierung zu stürzen. Anstelle von Gailanis Regierung wurde nach nur wenigen wieder eine pro-britische Regierung unter Nuri as-Said und Prinzregent Abd ul-Ilah eingesetzt.
Faisal besuchte ab 1947 Schulen in England, wo er ab 1949 – zusammen mit seinem Cousin und späteren König Hussein von Jordanien – an der berühmten Elitenschule Harrow School ausgebildet wurde. Bereits sein Vater hatte die Schule besucht.

### Regentschaft

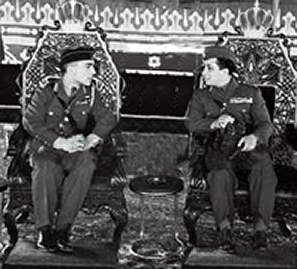
Die Haschemiten-Könige Faisal II. von Irak und sein Cousin Hussein I. von Jordanien 1958. Im Februar 1958 bildeten die beiden Haschemitischen Königreiche die Arabische Föderation, die bis zur Absetzung Faisals durch die Julirevolution am 14. Juli 1958 andauerte.

Im Jahre 1953 wurde Faisal volljährig und übernahm offiziell selbst die Regierung, er blieb jedoch auch in der Folgezeit politisch abhängig von seinem Onkel Abd ul-Ilah (nunmehr Kronprinz, da der König kinderlos war) und vom pro-britischen Ministerpräsidenten Nuri as-Said. Unter deren Führung positionierte sich der Irak – namentlich nach der Suezkrise von 1956 – als prowestliche Führungsmacht gegen das Zentrum des arabischen Nationalismus, das Ägypten des Militärdiktators Gamal Abdel Nasser. Höhepunkt dieser gegen Nasser gerichteten, innerhalb der arabisch gesinnten Opposition des Irak höchst unpopulären Politik war die schon 1955 erfolgte Bildung des sogenannten Bagdad-Paktes unter der Ägide der USA und Großbritanniens. Nachdem Nasser 1958 durch Vereinigung Ägyptens mit Syrien eine Vereinigte Arabische Republik gebildet hatte, die potentiell auch weiteren arabischen Staaten den Beitritt offenhielt, reagierten die prowestlichen Haschimiten-Königreiche von Irak und Jordanien im Februar 1958 mit der Bildung einer eigenen monarchischen Arabischen Föderation.

### Familie
Faisal war mit Prinzessin Sabiha Fazila Khanum Sultana von Ägypten verlobt. Sie war die einzige Tochter von Prinz Damad Muhammad Ali Ibrahim Bey Effendi von Ägypten und seiner Frau, der osmanischen Prinzessin Hanzade Sultan.

### Tod

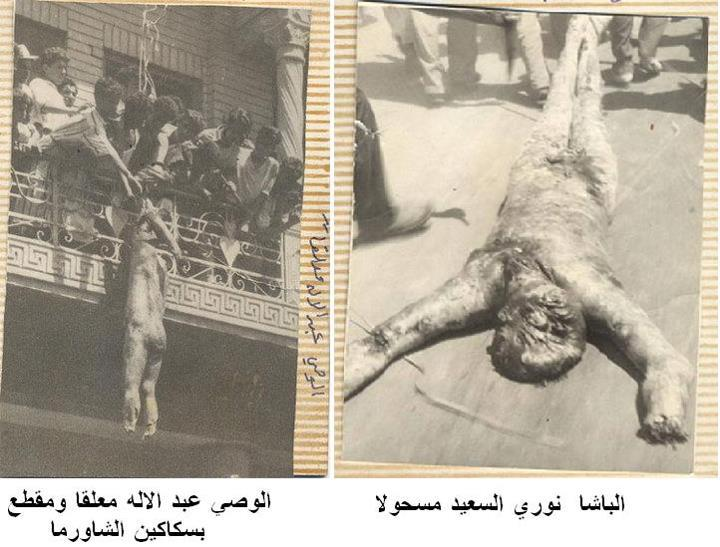
Die verstümmelten Leichen von Prinz Abd ul-Ilah (links) und Nuri al-Said (rechts). Arab. Text: P„rinz Abd ul-Ilah aufgehängt und von Schawarma-Messern zerschnitten, Pascha Nuri al-Said herumgezogen.“

Als Abd ul-Ilah auch nach der Volljährigkeit Faisals II. im Jahre 1953 dessen Berater blieb und Nuri al-Said sich durch das mit seinen Gewährsleuten besetzte Parlament Vollmachten ausstellen ließ, die ihn praktisch zum Alleinherrscher machten, wurde am 14. Juli 1958 der fragwürdige Zustand beendet. Kurz vor der geplanten Hochzeit Faisals II. mit Prinzessin Fazila aus dem Haus Osman und einem Staatsbesuch in Ankara, putschte das Militär unter Führung einer Gruppe von radikalen Offizieren um Abd al-Karim Qasim und Abd as-Salam Arif gegen König und Regierung.
Im Verlauf des Staatsstreiches, bei dem auch Faisal II. und sein Onkel Kronprinz Abd ul-Ilah umkamen, wurde Nuri al-Said bei dem Versuch, unbemerkt zu entkommen, erkannt und ermordet. Die nackten und verstümmelten Leichen von Kronprinz Abd ul-Ilah und dem vierzehnmaligen Premierminister Nuri al-Said wurden vom aufgebrachten Volk durch die Straßen von Bagdad geschleift. Damit fand die pro-britische Monarchie der Haschimiten im Irak ihr Ende. Der Umsturz galt in der irakischen Geschichtsschreibung als „Julirevolution“, der 14. Juli war bis 2003 Nationalfeiertag.